# Arsinoé de Macédoine
Pour les articles homonymes, voir Arsinoé.
Arsinoé de Macédoine (en grec ancien : Ἀρσινόη), est une noble macédonienne ayant vécu au IVe siècle av. J.-C., elle est l'épouse de Lagos et la mère de Ptolémée Ier, premier souverain du royaume lagide. 
Membre de la dynastie des Argéades, et à l'origine une concubine de Philippe II, roi de Macédoine, elle est la fille de Méléagre, un cousin d'Amyntas III et fils de Balacros,,.